# 275 f.Kr.

## Händelser

### Efter plats

#### Egypten
- Biblioteket i Alexandria grundas av den egyptiske kungen Ptolemaios II (omkring detta år).

#### Romerska republiken
- När Pyrrhus återvänder från Sicilien, finner han sig själv öga mot öga med en vida överlägsen romersk armé under konsuln Manius Curius Dentatus befäl. Efter det oavgjorda slaget vid Beneventum förhandlar den romerske befälhavaren och statsmannen Gaius Fabricius Luscinus fram en fred med Pyrrhus, varefter Pyrrhus beslutar sig för att avsluta sitt fälttåg i Italien och återvända till Epiros, vilket får till följd att han förlorar alla sina italienska besittningar.

#### Sicilien
- Efter Pyrrhus avresa från Sicilien utnämner den syrakusiska armén och stadens invånare Hiero II till befälhavare över deras trupper. Han stärker sin position genom att gifta sig med stadens mest framgångsrike invånare Leptines dotter.

#### Grekland
- Antiochos allians med Antigonos II, som nu helt kontrollerar Makedonien, stärks ytterligare genom att Antigonos gifter sig med Antiochos halvsyster Fila.

## Födda
- Quintus Fabius Maximus Verrucosus, romersk diktator, politiker och soldat (omkring detta år) (död 203 f.Kr.)
- Hamilkar Barkas, karthagisk fältherre (död 228 f.Kr.)

## Avlidna
- Shen Dao, kinesisk filosof från staten Zhao, som också tjänstgjorde vid Jixiaakademien i staten Qi, känd för sin blandning av legalism och daoism (omkring detta år) (född omkring 350 f.Kr.)